# Loeblichia
Loeblichia es un género de foraminífero bentónico de la subfamilia Loeblichiinae, de la familia Loeblichiidae, de la superfamilia Fusulinoidea, del suborden Fusulinina y del orden Fusulinida. Su especie tipo es Endothyra ammonoides. Su rango cronoestratigráfico abarca el Viseense (Carbonífero inferior).

## Discusión
Clasificaciones más recientes incluyen Loeblichia en la superfamilia Loeblichioidea, del suborden Endothyrina, del orden Endothyrida, de la subclase Fusulinana, de la clase Fusulinata.

## Clasificación
Loeblichia incluye a las siguientes especies:
- Loeblichia ambiqua †
- Loeblichia ammonoides †
- Loeblichia heterorhabda †
- Loeblichia minima †
- Loeblichia translucens †

En Loeblichia se ha considerado el siguiente subgénero:
- Loeblichia (Urbanella), aceptado como género Urbanella